# District de Saint-Malo
Le district de Saint-Malo est une ancienne division territoriale française du département d'Ille-et-Vilaine de 1790 à 1795.
Il était composé des cantons de Saint-Malo, Cancale, Chateauneuf, Miniac, Saint Briac, Saint Pierre et Tintenniac.